# Thư ngỏ yêu cầu Tập Cận Bình từ chức

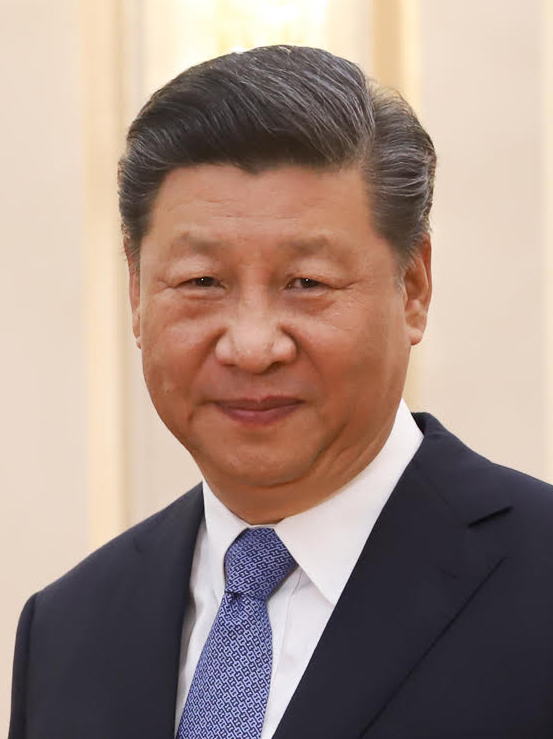
Nhà lãnh đạo của Trung Quốc Tập Cận Bình vào năm 2019.

Vào tháng 3 năm 2016, một lá thư nặc danh đã được gửi đi, có tựa đề Thư ngỏ yêu cầu đồng chí Tập Cận Bình thôi giữ các chức vụ lãnh đạo Đảng và Nhà nước (tiếng Trung: 关于要求习近平同志辞去党和国家领导职务的公开信; bính âm: guānyú yāoqiú Xí Jìnpíng tóngzhì cíqù dǎng hé guójiā lǐngdǎo zhíwù de gōngkāi xìn) từ "các thành viên Đảng Cộng sản Trung Quốc trung thành giấu tên". Vụ việc được cho là đã dẫn đến sự kiện bắt giữ hàng chục công dân Trung Quốc, bao gồm (tạm thời) sáu người thân của hai nhà bất đồng chính kiến ở nước ngoài.

## Bối cảnh
Phương tiện truyền thông Trung Quốc được quản lý chặt chẽ; cơ quan kiểm duyệt của chính phủ thường xóa nội dung trên các trang web và phương tiện truyền thông xã hội. Đến năm 2015, Trung Quốc có 49 phóng viên ngồi tù, theo Ủy ban Bảo vệ Nhà báo; Freedom House đã xếp hạng quốc gia này là quốc gia lạm dụng quyền tự do internet tồi tệ nhất thế giới. Vào tháng 2 năm 2016, Tập Cận Bình đã đến thăm các cơ quan truyền thông nhà nước trong một chuyến công du được nhiều người coi là một nỗ lực nhằm kiềm chế hơn nữa các nhà báo và xóa bỏ quyền tự do ngôn luận. Đầu năm 2016 chứng kiến một loạt các sự cố kiểm duyệt được công khai và đàn áp các nhà báo, luật sư và những người bất đồng chính kiến.
Trong những năm gần đây, Trung Quốc đã bắt giữ người thân của các nhà văn bất đồng chính kiến sống ở nước ngoài để gây áp lực buộc các nhà văn phải tự kiểm duyệt.

## Đăng tải
Thư ngỏ yêu cầu ông Tập Cận Bình từ chức Tổng Bí thư Đảng Cộng sản Trung Quốc (lãnh đạo tối cao và lãnh đạo Đảng), đã được đăng tải lần đầu tiên trên Canyu. Nó đã tiếp tục đăng lại bởi các trang tin tức khác, đáng chú ý nhất là Watching.cn (còn được gọi là Tin tức Ngũ Kết) được liên kết với nhà nước, nhưng đã nhanh chóng bị gỡ xuống khỏi Watching. Bức thư đã cáo buộc ông Tập là một nhà độc tài và phạm phải những sai lầm nghiêm trọng về kinh tế và ngoại giao. "Tác giả bức thư" đã viết bức thư vì lo lắng cho "sự an toàn cá nhân" của Tập và gia đình ông, đây có thể là một mối đe dọa ngầm. Tờ báo Wall Street Journal suy đoán rằng bức thư ngỏ thực sự có thể đã được viết bởi những người trong cuộc không hài lòng trong Đảng Cộng sản cầm quyền, vì không giống như các tuyên ngôn bất đồng chính kiến điển hình, bức thư sử dụng biệt ngữ của Đảng và không có những lời kêu gọi cải cách dân chủ đáng kể nào. Giáo sư Xiao Qiang của Đại học California, Berkeley, đồng ý rằng cách diễn đạt này là bất thường: "Bịp bợm hay sự thật, giọng điệu này giống như những kẻ âm mưu đảo chính nói chuyện với nhà lãnh đạo mà họ muốn phế truất, hơn là một bức thư ngỏ với những quan điểm chính trị bất đồng." Mặt khác, bức thư có thể là chứa những âm mưu phức tạp; không có bằng chứng độc lập về âm mưu đảo chính.

## Trích dẫn thư
Xin chào đồng chí Tập Cận Bình,
Chúng tôi là những Đảng viên Đảng cộng sản trung thành. Nhân dịp quốc khánh "Lưỡng hội", chúng tôi viết thư này đề nghị đồng chí thôi giữ các chức vụ lãnh đạo Đảng và nhà nước. Chúng tôi đưa ra yêu cầu này vì sự nghiệp của Đảng, vì quốc gia và nhân dân — và cũng vì sự an toàn cá nhân của đồng chí và của gia đình đồng chí.
Đồng chí Tập Cận Bình, kể từ khi đồng chí được bầu làm Tổng Bí thư tại Đại hội toàn quốc lần thứ XVIII của Đảng, quyết tâm chống tham nhũng bằng cách "đả hổ" của đồng chí đã dẫn đến một số cải thiện về xu hướng tham nhũng không lành mạnh trong nội bộ Đảng. Sự lãnh đạo của cá nhân ông đối với một số Ban Lãnh đạo Trung ương hướng tới cải cách toàn diện, cũng như khối lượng công việc to lớn mà ông đã thực hiện về phát triển kinh tế, đã nhận được một số ủng hộ của công chúng, và những nỗ lực này không phải là không được chúng tôi ghi nhận.
Tuy nhiên, thưa đồng chí Tập Cận Bình, chúng tôi không còn lựa chọn nào khác ngoài việc chỉ ra rằng, chính đồng chí đã tập trung mọi quyền lực vào tay mình và trực tiếp ra quyết định, nên chúng ta hiện đang phải đối mặt với những vấn đề và khủng hoảng chưa từng có về mọi mặt như: chính trị, kinh tế, tư tưởng và các lĩnh vực văn hóa.
Trong lĩnh vực chính trị, việc bác từ bỏ truyền thống quan trọng của Đảng, trong đó đáng kể nhất là từ bỏ chế độ dân chủ lãnh đạo tập thể của Ban Thường vụ, thay vào đó là việc được tất cả lãnh đạo các cấp ủng hộ vị trí “cốt lõi” của đồng chí đã dẫn đến sự tập trung quyền lực quá mức. Trong khi củng cố quyền lực của các Đảng ủy trong Đại hội đại biểu Nhân dân toàn quốc, Hội nghị Hiệp thương Chính trị Nhân dân và Hội đồng Nhà nước, đồng chí đã làm suy yếu quyền lực độc lập của tất cả các cơ quan nhà nước, bao gồm cả quyền lực của Thủ tướng Lý Khắc Cường và những người khác. Trong khi đó, việc Ủy ban Kiểm tra Kỷ luật Trung ương bố trí tuần tra tại các đơn vị công tác và doanh nghiệp nhà nước đã tạo ra một hệ thống quyền lực mới, dẫn đến sự thiếu rõ ràng ở các cấp chính quyền và gây lúng túng trong quá trình ra quyết định.
Trong lĩnh vực ngoại giao, việc các bạn từ bỏ chính sách nhất quán "giấu mình chờ thời" của đồng chí Đặng Tiểu Bình, không những không tạo được môi trường quốc tế thuận lợi mà còn để Triều Tiên thực hiện thành công các vụ thử hạt nhân, tạo ra mối đe dọa to lớn đối với an ninh quốc gia của Trung Quốc; đã cho phép Hoa Kỳ quay trở lại châu Á thành công, hình thành một mặt trận thống nhất với Hàn Quốc, Nhật Bản, Philippines và các nước Đông Nam Á để cùng nhau kiềm chế Trung Quốc. Trong việc xử lý các vấn đề Hồng Kông, Ma Cao và Đài Loan, việc không tuân thủ quan điểm sáng suốt "một quốc gia, hai chế độ" của đồng chí Đặng Tiểu Bình đã tạo ra một tình thế tiến thoái lưỡng nan hơn nữa, cho phép Đảng Dân chủ Tiến Bộ giành chính quyền ở Đài Loan và tạo tình cảm cho Hồng Kông trỗi dậy.
Trong lĩnh vực kinh tế, với tư cách là người đứng đầu Nhóm hàng đầu về các vấn đề kinh tế và tài chính, việc đồng chí trực tiếp tham gia xây dựng chính sách vi mô và vĩ mô đã tạo ra sự bất ổn trên thị trường chứng khoán và thị trường bất động sản, cho phép hàng trăm nghìn người bình thường giàu có, người thì biến mất. Những cải cách về phía cung và các chính sách về năng lực sản xuất đã dẫn đến một số lượng lớn các doanh nghiệp nhà nước bị sa thải; và việc đóng cửa các công ty tư nhân cũng dẫn đến nhiều vụ sa thải. Sáng kiến "Một vành đai, Một con đường" đã đưa một lượng dự trữ ngoại hối khổng lồ vào các quốc gia và khu vực hỗn loạn không lối thoát. Việc tiêu hao quá nhiều dự trữ ngoại hối và chu kỳ phá giá đồng nhân dân tệ, đã làm cho niềm tin của nhân dân sụt giảm, đưa nền kinh tế quốc gia đến bờ vực sụp đổ. Mọi người muốn thay đổi.
Trên lĩnh vực tư tưởng, việc đồng chí nhấn mạnh đến "truyền thông Đảng" đã coi thường tư cách đại diện cho nhân dân của giới truyền thông, khiến cả nước choáng váng; sự ủng hộ của đồng chí đối với Zhou Xiaoping và Hua Qianfang trong tư cách là đại diện trên mặt trận văn học đã khiến vô số người làm văn nghệ thất vọng cay đắng; việc đồng chí trực tiếp cho phép các đơn vị văn hóa ca ngợi đồng chí, và việc bổ nhiệm em gái của vợ đồng chí là Bành Lệ Viện làm đạo diễn và sản xuất Gala Lễ hội mùa xuân của CCTV, đã biến Gala nổi tiếng một thời thành công cụ tuyên truyền cá nhân của đồng chí. Việc các đồng chí dung túng cho sự sùng bái cá nhân này, không cho phép "thảo luận không đúng đắn" của chính quyền trung ương và phương pháp "một Đảng có tiếng nói" khiến những người đã trải qua Cách mạng Văn hóa như chúng tôi không thể không thầm lo lắng — Đảng của chúng ta, đất nước của chúng ta.
Thưa đồng chí Tập Cận Bình, việc đồng chí tiến hành chiến dịch chống tham nhũng với áp lực cao nhằm chấn chỉnh những khuynh hướng không lành mạnh trong Đảng đã có tác dụng hữu ích, nhưng do không có biện pháp hay mục tiêu hỗ trợ nên đã nảy sinh ra nhiều "sự chểnh mảng" ở tất cả các cấp chính quyền, với các quan chức quá ngại làm việc, sự bất bình của người dân được công khai lên tiếng và tình trạng suy thoái của nền kinh tế ngày càng trầm trọng. Chúng tôi cũng thấy mục tiêu chính của chiến dịch chống tham nhũng đơn thuần chỉ là tranh giành quyền lực. Chúng tôi lo lắng rằng kiểu tranh giành quyền lực trong nội bộ của Đảng này cũng có thể mang lại rủi ro cho sự an toàn cá nhân của đồng chí và gia đình đồng chí.
Do đó, thưa đồng chí Tập Cận Bình, chúng tôi cảm thấy đồng chí không có đủ năng lực để lãnh đạo Đảng và đất nước trong tương lai, chúng tôi tin rằng đồng chí không còn phù hợp với chức vụ Tổng bí thư. Vì sự nghiệp của Đảng, vì hòa bình ổn định lâu dài của đất nước, vì sự an nguy của bản thân và gia đình đồng chí, đề nghị đồng chí thôi giữ các chức vụ lãnh đạo của Đảng và Nhà nước, để Ban Chấp hành Trung ương Đảng và người dân của quốc gia chọn một nhà lãnh đạo có đạo đức, người có thể dẫn dắt chúng ta một cách mạnh mẽ trong tương lai.
Đảng viên Đảng cộng sản trung thành.
Tháng ba, 2016— China continues severe crackdown over letter demanding President Xi Jinping's resignation, ABC News, 29 tháng 3 năm 2016

## Phản ứng của chính phủ
Nhà báo nổi tiếng của Trung Quốc Jia Jia đã bị giam giữ trong mười ngày. Chang Ping, một nhà văn Trung Quốc theo chủ nghĩa tự do sống ở Đức, nói rằng hai em trai và một em gái đã bị "cảnh sát Trung Quốc bắt cóc" sau khi Chang chỉ trích việc giam giữ Jia. Chính phủ cũng bắt giữ cha mẹ và em trai của một nhà văn theo chủ nghĩa tự do khác của Trung Quốc, Wen Yunchao, người hiện đang sống ở Hoa Kỳ. Cả ba nhà văn đều phủ nhận bất kỳ liên quan nào đến bức thư ngỏ. Vào ngày 30 tháng 3 năm 2016, Deutsche Welle báo cáo rằng tất cả những người thân bị giam giữ của cả hai nhà bất đồng chính kiến đã được trả tự do.
Ouyang Hongliang, chủ tịch của Watching, cũng bị giam giữ. Theo BBC, một nhân viên của Watching cho biết ít nhất 15 người khác làm việc tại Watching hoặc một công ty công nghệ liên quan đã bị "bắt đi". Báo cáo rằng mười trong số những nhân viên bị giam giữ làm việc cho công ty công nghệ đã làm dấy lên suy đoán rằng có lẽ bức thư đã được một tin tặc đăng trên Watching, hoặc là bởi một số loại phần mềm thu thập dữ liệu web xuất bản lại nội dung.